# さくさくまつり
さくさくまつりは長野県の旧佐久町において、隣接する八千穂村との合併前に開催されていた町民祭、夏祭り。同様に旧八千穂村では「八千穂やっちょい」という祭も開催されていた。
合併と同時にいずれも休止されたが、町民の要望もあり、2006年10月には合併で新設された佐久穂町の祭として再開されることが決定している。祭の名称は、旧来のものを継承することはないが、平成18年8月現在未定である。
祭神のある祭ではなく、地域振興、住民融和を目的としたいわゆる「ふるさとまつり」であり、内容的に目新しいものはない。